# Olophontosia immaculata
Olophontosia immaculata är en fjärilsart som beskrevs av M.Gaede 1930. Olophontosia immaculata ingår i släktet Olophontosia och familjen tandspinnare. Inga underarter finns listade i Catalogue of Life.